# Софија Наджеде
Софија Надежде (рум. Sofia Nădejde, рођ. Банчила; 14. септембар 1856 – 11. јун 1946) је била румунски романописац, драматург, преводилац и новинар. Њена политичка оријентација била је марксистичка, пошто је била члан социјалдемократске радничке партије у Румунији, али и присталица феминизма. Била је сестра сликара Октава Банчиле и супруга новинара Јона Надежде.

## Живот и рад
Рођена у Ботошану, као ћерка трговца Василеа Банчиле Георгија и Плухерије-Порфире Некулче. Основну школу и женски интернат је похађала у Ботошану, док је матуру завршила у Јашију. За супруга Јона (1854 – 1928), удала се 1874. са којим је имала шесторо деце. Године 1876. се настањују у Јашију, где Софија приступа социјалистичком покрету и започиње своју интензивну кампању за друштвену и политичку еманципацију жена. Као новинар је дебитовала са својим публикацијама у књижевном часопису, ,Савременик" ( на рум. „Contemporanul”), који је основан 1881. године у Јашију, чији је била и уредник. Неке од њених публикација су: Румунска жена ( Femeia română), Нови научни и књижевни свет ( Lumea nouă științifică și literară), Албина ( Albina), Универсул ( Universul), Истина ( Adevărul), Јутро ( Dimineața), Уметност( Arta), Људска права( Drepturile omului), Нови румунски магазин ( Noua revistă română Архивирано на веб-сајту  (4. април 2019)). 

Од 1884. води и часопис ,,Књижевни догађај" ( на рум. Evenimentul literar) са седиштем у Јашију. Исте године почиње да ради у Букурешту где одржава бројне конференције у Клубу Радника Букурешта, као и у осталим румунским градовима. Године 1897. је постала председница IV Конгреса СДПР ( рум. PSDR). У том периоду је написала своје прве позоришне представе, романе и приповетке. Софија се током свог политичког залагања усталила као лидер феминистичког покрета у Румунији. 
Њено прво објављено дело фикције била је новела ,,Две маме" ( на рум. Două mame), која се појавила прво у часопису, ,Савременик" ( рум. Contemporanul ) 1884. и 1886. године. Прва објављена књига била је збирка прича из 1893. која је носила назив ,,Новеле" ( рум. Nuvele). 
У њен рад увршћени су следећи скечеви, приповетке и драме:
Из мука живота ( на рум. Din chinurile vieții Архивирано на веб-сајту  (30. новембар 2021))
Сваки из свог реда, 1895.( на рум. Fiecare la rândul său)
Из света у свет – Приче из народа, 1909.( на рум. Din lume pentru lume – Povestiri din popor )
Патње, 1903.( на рум. Patimi)
Ропство новца, 1906. ( на рум. Robia banului)
Родитељи и деца, 1907.( на рум. Părinți și copii)
Љубав на селу, драма,1881. ( на рум. O iubire la țară)
Без среће, драма, 1898. ( на рум. Fără noroc)
Ђика Вода, господар Молдавије, драма, 1899. ( на рум. Ghica Vodă, domnul Moldovei)
Преводила је дела Жила Верна, Хенрика Сјенкијевича, Едмонда Де Амициса, Проспера Меримеа, Матилде Серао, Карла Меја, Камила Фламариона, Леонида Андрејева, Максима Горког, Андреа Теријета, Ивана Тургењева, Чарлса Дикенса и Андреја Некрасова. Главна тема њеног писања била је опресија жена, а њени романи су прожети феминистичким сензибилитетом. У годинама пре Првог светског рата писала је и чланке који су се бавили способношћу жена да функционишу у модерном друштву и економији. 
Њена расправа са Титуом Мајорескуом око интелектуалних способности жена, привукла је велику пажњу јавности. Мајореску је тврдио да је женски мозак мањи од мушког, и стога су и женске интелектуалне способности мање, и да одатле потиче воља и способност мушкараца да стварају. Софија Надежде је оспорила Мајорескуову тезу, поткрепљујући своја истраживања доказима научних студија тог времена.
После мужевљеве смрти 1928. преселила се код ћерке Амелије, где је живела од мале пензије коју је примала од Друштва румунских писаца. Умрла је у кући своје ћерке у Букурешту 1946.

## Значај у друштву
1880-их година, Надежде је окупила жене из различитих група и клубова како би прикупила средства за фонд за образовање и запошљавање жена у Румунији. Почевши од 1886. и под утицајем марксизма, почела је да се фокусира на друштвену неједнакост, уочавајући статус жена као нуспроизвод капитализма и приватног власништва. До средине 1890-их, њен марксизам је уступио место демократском либерализму. Привукле су је идеје попоризма које је пропагирао вођа покрета Константин Стере. Године 1899, заједно са својим мужем, напустила је социјалистички покрет, убеђена да он нема основа да завлада у аграрној Румунији и изгубила је интересовање за политички ангажман, преусмеривши се уместо тога на књижевност.
Године 1918. помогла је у оснивању организације за грађанску и политичку еманципацију жена, а 1930-их, усред успона тоталитаризма у Европи, заговарала је демократију и грађанска права. 